# Siljong noir M
Siljong noir M (hangeul: 실종느와르 M, latinizzazione riveduta: Siljong neu-wareu M; titolo internazionale Missing Noir M) è una serie televisiva sudcoreana trasmessa su OCN dal 28 marzo al 30 maggio 2015.

## Trama
Gil Soo-hyun è un genio entrato all'università di Harvard a dieci anni, dove si è laureato con un dottorato in matematica, fisica e filosofia. Dopo aver lavorato dieci anni per l'FBI, decide inaspettatamente di tornare in Corea del Sud, dove viene assegnato come capo di una task force speciale che si occupa dei più difficili casi irrisolti di persone scomparse. Soo-hyun si vede costretto a diventare partner di Oh Dae-young, un tenace detective veterano con venti anni di esperienza e un forte senso della giustizia. Mentre Soo-hyun è eccessivamente analitico, Dae-young segue il suo istinto, e i loro diversi approcci provocano dell'antagonismo.

## Personaggi
- Gil Soo-hyun, interpretato da Kim Kang-woo.
- Oh Dae-young, interpretato da Park Hee-soon.
- Jin Seo-joon, interpretata da Jo Bo-ah.
- Park Jung-do, interpretato da Kim Kyu-chul.
- Kang Joo-young, interpretata da Park So-hyun.

## Ascolti
| Episodio | Titolo                                                                                             | Data di trasmissione | Dati AGB |
| -------- | -------------------------------------------------------------------------------------------------- | -------------------- | -------- |
| 1        | 감옥에서 온 퍼즐 Part 1 (Un rompicapo dalla prigione - parte 1)                                    | 28 marzo 2015        | –        |
| 2        | 감옥에서 온 퍼즐 Part 2 (Un rompicapo dalla prigione - parte 2)                                    | 4 aprile 2015        | 1,445%   |
| 3        | 녹 Part 1 - 고속도로 실종사건 (Ruggine - parte 1: il caso della persona scomparsa sull'autostrada) | 11 aprile 2015       | 1,101%   |
| 4        | 녹 Part 2 - 정의 (Ruggine - parte 2: giustizia)                                                    | 18 aprile 2015       | 1,585%   |
| 5        | 살인의 재구성 (Ricostruzione di un omicidio)                                                       | 25 aprile 2015       | 1,816%   |
| 6        | 예고된 살인 (Premonizione di un omicidio)                                                          | 2 maggio 2015        | 1,247%   |
| 7        | HOME (Casa)                                                                                        | 9 maggio 2015        | 1,303%   |
| 8        | 청순한 마음 Part 1 (Cuore puro - parte 1)                                                          | 16 maggio 2015       | 1,177%   |
| 9        | 청순한 마음 Part 2 (Cuore puro - parte 2)                                                          | 23 maggio 2015       | 1,039%   |
| 10       | Injustice (Ingiustizia)                                                                            | 30 maggio 2015       | 0,867%   |